# Historia Acephala
Als Historia Acephala („kopflose Geschichte“, da kein Anfang überliefert ist) wird eine anonyme spätantike Dokumentation bezeichnet, die vor allem das Leben des Patriarchen Athanasios von Alexandria behandelt.
Es handelt sich um eine in Alexandria zusammengestellte Sammlung, die sich auf offizielle Dokumente stützte. Sie wurde 368 erstellt und in der Folgezeit leicht erweitert. Sie schilderte ursprünglich die Geschichte des Patriarchats seit 306, doch liegt der Schwerpunkt auf dem Wirken des Athanasios. Anfang des 5. Jahrhunderts wurde eine gekürzte Fassung erstellt, die mit anderen Dokumenten kombiniert wurde. Wohl in Karthago wurde auf dieser Basis eine lateinische Übersetzung des griechischen Textes angefertigt. Erhalten ist uns nur diese lateinische Version, die trotz der Kürze des Textes wichtige Informationen zur Biographie des Athanasios enthält. In der erhaltenen Fassung wird die Zeit von 346 bis 373 beschrieben.
Das Werk wurde von Sozomenos und Theodoret benutzt. Das heute erhaltene Manuskript (um 700 angefertigt) wurde in der Biblioteca Capitolare in Verona entdeckt und 1738 von Scipione Maffei ediert und publiziert.

## Ausgaben
- Annik Martin, Micheline Albert (Hrsg.): Histoire „acéphale“ et index syriaque des lettres festales d’Athanase d’Alexandrie (= Sources chrétiennes. 317). Éditions du Cerf, Paris 1985, ISBN 2-204-02353-1 (enthält eine ausführliche Einleitung, Text, französische Übersetzung und Kommentar).